# هيونجونغ ملك غوريو
هيونجونغ ملك غوريو (ولد في 1 أغسطس 992 (1 يوليو وفقاً للتقويم القمري) ومات في 17 يونيو 1031 (25 مايو وفقاً للتقويم القمري))، (حكم من سنة 1009 إلى سنة 1031). هيونجونغ هو الملك الثامن لمملكة غوريو في كوريا.
اسمه عند الولادة سن (순 | 詢)، واسم مجاملته أنسي (안세 | 安世)، واسم المعبد هيونجونغ (현종 | 顯宗).

## حكمه
هيونجونغ هو حفيد الملك تايجو، وابن أنجونغ والسيدة هونجونغ. عين هيونجونغ ملكاً على غوريو عندما أطاح غانغ جو بالملك السابق موكجونغ، وذلك بعد قتل كم تشي يانغ. أحد أهم الإنجازات في عصره هو إكمال تربتاكا كوريانا، وذلك من خلال نحتها على قطع الخشب وهو ما اعتبر طلباً للمساعدة من بوذا لإحضار المزيد من الحظ.

## الحرب مع الخيتان

### الحرب الثانية مع الخيتان
في سنة 1010، هاجم الخيتان مجدداً وذلك خلال صراع السلطة الداخلي في غوريو. اضطر هيونجونغ للهرب من العاصمة بشكل مؤقت. قاد الملك بلاطه للابتعاد جنوباً نحو المدينة البحرية ناجو. قامت غوريو بصد قوات الخيتان، وفي نهاية الأمر انسحبت قوات الخيتان.

### الغزوة الثالثة
مع تواصل أطماع لياو في جعل غوريو دولة تابعة لها، والسيطرة على أراضيها فقد قامت قوات الخيتان بقيادة الجنرال شياو بايا بعبور نهر يالو ومعه 100 ألف جندي وذلك في سنة 1018. عندما سمع الملك بأخبار هذا الهجوم كلف الجنرال غانغ غام تشان بقيادة قواة غوريو البالغة 208 آلاف جندي. وبالقرب من أحد الحاميات كان يوجد تيار مائي أمر الجنرال غانغ ببناء سد عليه.
عند اقتراب قوات الخيتان وعبورهم لمجرى التيار، أمر الجنرال غانغ بهدم السد مما تسبب في إغراق الكثير من جنود الخيتان. مع ذلك فإن قوات الخيتان المتبقية استمرت في الحملة وحاولت الوصول إلى العاصمة. هزمت قوات الخيتان على يد هجوم ضخم من غوريو وخصوصاً في معركة غوجو. بعد ذلك لم يقم الخيتان بأي هجوم على غوريو وشهدت الدولتان فترة من السلام.

## اسم بعد الوفاة
- الملك العظيم دايهيو دوكوي دالسا وونمن.
- 대효덕위달사원문대왕.
- 大孝德威達思元文大王.

## الأسرة
- الأب: أنجونغ (안종 | 安宗).
- الأم: هونجونغ من عشيرة هوانغبو (헌정왕후 황보씨 | 獻貞王后 皇甫氏).
- الملكة: الملكة وونجونغ من عشيرة كم (원정왕후 김씨 | 元貞王后) - ابنة الملك سونغجونغ (성종의).
- الملكة: الملكة وونهوا من عشيرة تشوي (원화왕후 최씨 | 元和王后) - ابنة الملك سونغجونغ.
  - ابنة: الأميرة هيوجونغ (효정공주 | 孝靜公主).
  - ابنة: تشون سو جونجو (천수전주 | 天壽殿主).
- الملكة: الملكة وونسونغ من عشيرة كم (원성왕후 김씨 | 元成王后) - ابنة كم أن بو:
  - ابن: الأمير يونغيونغ (연경군 | 延慶君) - هو الملك التاسع دوكجونغ.
  - ابن: الأمير بيونغيانغ (평양군 | 平壤君) - هو الملك العاشر جونغجونغ.
  - ابنة: الملكة إنبيونغ (인평왕후 | 仁平王后) - هي زوجة الملك منجونغ الأولى.
  - ابنة: الأميرة غيونغسك (경숙공주 | 景肅公主).
- الملكة: الملكة وونهي من عشيرة كم (원혜왕후 | 元惠王后):
  - ابن: الأمير ناكرانغ (낙랑군 | 樂浪君) - هو الملك الأحد عشر لغوريو منجونغ.
  - ابن: بيونغيانغ غونغ (평양공 | 平壤公).
  - ابنة: الملكة هيوسا (효사왕후 | 孝思王后) - زوجة الملك دوكجونغ الثالثة.
- الملكة: الملكة وونيونغ من عشيرة يو (원용왕후 유씨 | 元容王后) - ابنة أخت الملكة هونجونغ.
- الملكة: الملكة وونموك من عشيرة سو (원목왕후 서씨 | 元穆王后) - حفيدة سو هي.
- الملكة: الملكة وونبيونغ من عشيرة كم (원평왕후 김씨 | 元平王后):
  - ابنة: الأميرة هيوغيونغ (효경공주 | 孝敬公主).
- محظية: وونسون سكبي من عشيرة كم (원순숙비 김씨 | 元順淑妃):
  - ابنة: الملكة غيونغسونغ (경성왕후 김씨 | 敬成王后) - زوجة الملك دوكجونغ الأولى.
- محظية: وونجل غويبي من عشيرة وانغ (원질귀비 왕씨 | 元質貴妃) - ابنة وانغ غا دو.
- محظية: غويبي من عشيرة يو (귀비 유씨 | 貴妃).
- سيدة القصر: هانهوون يونغ (한훤영 | 韓萱英):
  - ابن: وانغ تشنغ (왕충 | 王忠).
- سيدة القصر: سيدة القصر إي (궁인 이씨).
- سيدة القصر: سيدة القصر باك (궁인 박씨):
  - ابنة: أجي (아지 | 阿志).

## التصوير الحديث
- 《الإمبراطورة تشونتشو》 (كي بي إس، بدأ العرض في سنة 2009 وانتهى في سنة 2009، قام بدوره الممثل: كم جي هن، والممثل: كم جن وو، والممثل: غانغ سو هان، والممثل: تشوي سو هان).
- 《حرب كوريو-خيتان (》 (كي بي إس 2، بدأ العرض في سنة 2023 وانتهى في سنة 2024، قام بدوره الممثل: كيم دونغ-جون).